# Lijst van Romeinse oorlogen
Deze lijst van Romeinse oorlogen probeert een zo volledig mogelijk chronologisch beeld te geven van alle Romeinse oorlogen.

## Oorlogen van deRomeinse Republiek
- Slag bij het Meer van Regillus (496 v.Chr.)
- Slag aan de Allia (387 v.Chr.?)
- Samnitische oorlogen
  - Eerste Samnitische Oorlog (343-341 v.Chr.)
    - 342 v.Chr. – Slag bij de Gaurusberg

  - Tweede Samnitische Oorlog (327-304 v.Chr.)
    - 321 v.Chr. – Slag bij de Caudijnse Passen
    - 316 v.Chr. – Slag bij Lautulae
    - 305 v.Chr. – Slag bij Bovianum

  - Derde Samnitische Oorlog (298-290 v.Chr.)
    - 298 v.Chr. – Slag bij Camerinum
    - 295 v.Chr. – Slag bij Sentinum
    - 293 v.Chr. – Slag bij Aquilonia
- Latijnse Oorlog (340-338 v.Chr.)
  -     - 285 v.Chr. – Slag bij Arretium
- Pyrrhische Oorlog (280 v.Chr.-275 v.Chr.)
  -     - 280 v.Chr. – Slag bij Heraclea
    - 279 v.Chr. – Slag bij Asculum
    - 275 v.Chr. – Slag bij Beneventum
- Punische oorlogen
  - Eerste Punische Oorlog (264-241 v.Chr.)
    - 264 v.Chr. – Slag bij Messana
    - 261 v.Chr. – Slag bij Agrigentum
    - 260 v.Chr. – Slag bij de Liparische eilanden
    - 260 v.Chr. – Slag bij Mylae
    - 258 v.Chr. – Slag bij Sulci
    - 257 v.Chr. – Slag bij Tyndaris
    - 256 v.Chr. – Slag bij Kaap Ecnomus
    - 256 v.Chr. – Slag bij Adys
    - 255 v.Chr. – Slag bij Tunis
    - 251 v.Chr. – Slag bij Panormus
    - 250 v.Chr. – Slag bij Lilybaeum
    - 249 v.Chr. – Slag bij Drepana
    - 247 v.Chr. – Slag bij Ercte
    - 244 v.Chr. – Slag bij de Eryx
    - 241 v.Chr. – Slag bij de Egadische Eilanden

  - Tweede Punische Oorlog (218-201 v.Chr.)
    - 218 v.Chr. – Beleg van Saguntum
    - 218 v.Chr. – Slag bij de Ticinus
    - 218 v.Chr. – Slag bij de Trebia
    - 218 v.Chr. – Slag bij Cissa
    - 217 v.Chr. – Slag bij het Trasimeense Meer
    - 216 v.Chr. – Slag bij Cannae
    - 216 v.Chr. – Eerste Slag om Nola
    - 215 v.Chr. – Tweede Slag om Nola
    - 214 v.Chr. – Derde Slag om Nola
    - 212 v.Chr. – Eerste Slag om Capua
    - 212 v.Chr. – Slag bij de Silarus
    - 212 v.Chr. – Eerste Slag om Herdonia
    - 211 v.Chr. – Slag bij de Boven-Baetis
    - 211 v.Chr. – Tweede Slag om Capua
    - 210 v.Chr. – Tweede Slag om Herdonia
    - 210 v.Chr. – Slag bij Numistro
    - 209 v.Chr. – Slag bij Asculum
    - 208 v.Chr. – Slag bij Baecula
    - 207 v.Chr. – Slag bij Grumentum
    - 207 v.Chr. – Slag bij de Metaurus
    - 206 v.Chr. – Slag bij Ilipa
    - 204 v.Chr. – Slag bij Crotona
    - 203 v.Chr. – Slag bij de Bagradas
    - 202 v.Chr. – Slag bij Zama Regia

  - Derde Punische Oorlog (149-146 v.Chr.)
- Illyrische oorlogen
  - Eerste Illyrische Oorlog (229-228 v.Chr.)
  - Tweede Illyrische Oorlog (220-219 v.Chr.)
- Macedonische Oorlogen
  - Eerste Macedonische Oorlog (214-205 v.Chr.)
  - Tweede Macedonische Oorlog (200-198 v.Chr.)
  - Derde Macedonische Oorlog (171-168 v.Chr.)
    - 168 v.Chr. – Slag bij Pydna

  - Vierde Macedonische Oorlog (149-148 v.Chr.)
- Slag bij Magnesia (190 v.Chr.)
- Cimbrische Oorlog (113-101 v.Chr.)
  -     - 112 v.Chr. – Slag bij Noreia
    - 105 v.Chr. – Slag bij Arausio
    - 102 v.Chr. – Slag bij Aquae Sextiae
    - 101 v.Chr. – Slag bij Vercellae
- Bondgenotenoorlog (91-88 v.Chr.)
- Mithridatische Oorlogen
  - Eerste Mithridatische Oorlog
  - Tweede Mithridatische Oorlog
  - Derde Mithridatische Oorlog
    - 74 v. Chr. – Slag bij Chalcedon
    - 69 v. Chr. – Slag bij Tigranocerta
- Gallische Oorlog (58-52 v.Chr.)
  -     - 57 v.Chr. – Bibracte
    - 57 v.Chr. – Slag bij de Aisne
    - 54 v.Chr. – Atuatuca
    - 52 v.Chr. – Slag bij Avaricum
    - 52 v.Chr. – Gergovia
    - 52 v.Chr. – Beleg van Alésia
- Slag bij Carrhae (53 v.Chr.)
- Burgeroorlog tussen Pompeius en Caesar
  -     - 49 v.Chr. – Beleg van Massilia
    - 49 v.Chr. – Slag bij Ilerda
    - 49 v.Chr. – Slag bij Utica
    - 49 v.Chr. – Slag bij de Bagradas
    - 48 v.Chr. – Slag bij Dyrrhachium
    - 48 v.Chr. – Slag bij Pharsalus
    - 48 v.Chr. – Alexandrijnse Oorlog
    - 47 v.Chr. – Slag bij Zela
    - 46 v.Chr. – Slag bij Ruspina
    - 46 v.Chr. – Slag bij Thapsus
    - 45 v.Chr. – Slag bij Munda
- Burgeroorlogen van het triumviraat
  -     - 42 v.Chr. – Slag bij Philippi
    - 36 v.Chr. – Slag bij Naulochus
    - 31 v.Chr. – Slag bij Actium
- Cantabrische Oorlogen (29-19 v.Chr.)

## Oorlogen van hetRomeinse Keizerrijk
- Slag bij het Teutoburgerwoud (9)
- Slag in het Baduhenna-woud (28)
- Romeinse invasie van Brittannië in 43
  -     - 43 – Slag bij Medway
    - 61 – Veldslag Boudicca versus Paulinus
    - 71 – Slag bij Stanwick
    - 84 – Slag bij Mons Graupius
- Joodse Oorlog (66-70)
- Vierkeizerjaar
  -     - 68 – Slag bij Vesontio
    - 69 – Eerste Slag bij Bedriacum
    - 69 – Tweede Slag bij Bedriacum
- Bataafse Opstand (69-70)
- Dacische Oorlogen (101-102/105-106)
  -     - 101 – Slag om Tapae
    - 102 – Slag om Adamclisi
    - 106 – Slag om Sarmisegetusa
    - 106 – Slag bij Porolissum
- Kitosoorlog (115-117)
- Marcomannenoorlog (166-180)
  -     - 179 – Slag bij Carnuntum
- Romeinse Burgeroorlog (193-197)
  -     - 193 – Slag bij Cyzicus
    - 193 – Slag bij Nicaea
    - 194 – Slag op de vlakte van Issus
    - 197 – Slag bij Lugdunum

- Oorlogen tegen de Parthen/Sassaniden/Perzen
  -     - 217 – Slag bij Nisibis
    - 243 – Slag bij Rhesaina
    - 363 - Julianus' Perzische Veldtocht

- Romeins-Barbaarse oorlogen
  -     - 394 – Slag aan de Frigidus
    - 406 – Slag bij Florence
    - Gotische oorlog in Spanje (416-418)
    - 422 - Vandaalse oorlog van 422
    - Vandaalse verovering van Romeins Afrika (429-442)
    - Aëtius veldtocht in de Alpen
    - 432 – Slag bij Ravenna
    - Vandaalse oorlog (439-442)
    - 451 – Slag op de Catalaunische Velden
    - Gotische oorlog in Spanje (456)
    - 468 – Slag bij Kaap Bon
- Romeinse burgeroorlogen vanaf de 3e eeuw
  -     - 218 – Slag bij Antiochië tussen Macrinus en Heliogabalus
    - 238 – Slag bij Carthago tussen Maximinus en Gordianus I
    - 249 – Slag bij Verona tussen Philippus en Decius
    - 253 – Slag bij Spoleto tussen Trebonianus Gallus en Aemilianus
    - 268 – Slag bij Milaan tussen Gallienus en Aureolus
    - 340 – Slag bij Aquileia tussen Constantijn II en Constans I
    - 351-352 - Romeinse burgeroorlog (350-353) tussen Constantius II en Magnentius
      - 351 – Slag bij Mursa tussen Constantius II en Magnentius
      - 353 – Slag bij Mons Seleucus tussen Constantius II en Magnentius

    - 387–388 - Romeinse burgeroorlog (387-388) tussen Magnus Maximus en Theodosius I
    - 409 - 417 - Bagaudenopstand
    - 411 – Slag bij Arles tussen Constantijn III en Honorius
    - 412-413 - Oorlog van Heraclianus
    - 425 - Romeinse burgeroorlog (425) tussen Johannes en Theodosius II
    - 427-429 - Romeinse Burgeroorlog 427-429 tussen Bonifatius en Felix
    - 432 - Romeinse burgeroorlog (432) tussen  Bonifatius en Flavius Aëtius
    - 456 – Romeinse burgeroorlog (456) tussen Avitus en Ricimer met Majorianus

- Veldslagen tussen Romeinen en Alemannen
  -     - 268 – Slag bij het Gardameer
    - 271 – Slag bij Fano
    - 271 – Slag bij Placentia
    - 271 – Slag bij Pavia
    - 298 – Slag bij Vindonissa
    - 298 – Slag bij Langres
    - 356 – Slag bij Reims
    - 357 – Slag bij Straatsburg
    - 367 – Slag bij Sulz am Neckar
    - 378 – Slag bij Argentovaria

- Veldslagen van Constantijn de Grote
  -     - 312 – Slag bij Turijn
    - 312 – Slag bij Verona
    - 312 – Slag bij de Milvische Brug
    - 313 – Slag bij Adrianopel
    - 314 – Slag bij Cibalae
    - 324 – Slag bij Adrianopel
    - 324 – Slag bij de Hellespont
    - 316-317 – Slag bij Campus Ardiensis
    - 324 – Slag bij Chrysopolis

- Oorlogen van Stilicho
  -     - Gildonische opstand (398)
    - De Pictische oorlog van Stilicho
    - Gotische Oorlog (395-398)
    - Gotische Oorlog (402-403)
    - 402 – Slag bij Pollentia
    - 403 – Slag bij Verona
    - 405 - 406 - Oorlog van Radegaisus

- Romeinse oorlogen tegen de Goten
  -     - 251 – Slag bij Abrittus
    - 268 – Slag bij Naissus
    - 378 – Slag bij Adrianopel
    - 399 - 400 Gotische opstand van Tribigild
    - 402 – Slag bij Pollentia
    - 403 – Slag bij Verona
    - Gotische opstand van Theodorik I (425-426)
    - 430 – Slag bij Arles
    - 436 - 439 - Gotische oorlog (436-439)
      - 438 - Slag bij Mons Colubrarius

    - Gotische oorlog van 457-458
    - 463 – Slag bij Orléans

- Romeinse oorlogen tegen de Franken
  -     - 428 - Frankische Oorlog (428)
    - 431-432 Frankische Oorlog (431-432)
    - 441-446 - Frankische Oorlog (441-446)
      - 445 – Slag bij Atrecht

    - 486 – Slag bij Soissons

- Romeinse oorlogen tegen de Bourgonden
  -     - Bourgondische opstand van Gundohar (435-436)

- Romeinse oorlogen tegen de Angelsaksen
  -     - 464 – Slag bij Angers